# Марли, Ларри
Лоуренс (Ларри) Марли (англ. Laurence "Larry" Marley; июль 1945 — 2 апреля 1987) — волонтёр Ирландской республиканской армии («временное» крыло, Белфастская бригада), главный организатор массового побега заключённых из тюрьмы Мэйз в 1983 году. Описывался британским журналистом Питером Тейлором как близкий друг Джерри Адамса, председателя партии «Шинн Фейн». Убит в 1987 году ольстерскими лоялистами спустя два года после своего освобождения из Мэйз: убийство стало местью за гибель лоялиста Джона Бингэма, погибшего в сентябре 1986 года от рук Эрдойнской ячейки ИРА.

## Биография

### Служба в ИРА
Лоуренс Марли родился в июле 1945 года в семье католиков. Вырос в квартале Эрдойн на севере Белфаста. Учился в начальной школе Святого Креста для мальчиков и средней школе Святого Гавриила. С ранних лет сотрудничал с ирландскими националистами и непосредственно ИРА, состоял в отряде активной службы Белфастской бригады. Был женат на девушке по имени Кейт, в браке родилось шестеро сыновей, из них трое появились на свет ещё до его первого ареста. В 1972 году Марли был арестован и отправлен в тюрьму Лонг-Кеш. В марте 1975 года он сбежал ещё с девятью ирландскими националистами из суда Ньюри, где его уже судили за попытку побега из Лонг-Кеш, но в 1977 году был задержан и отправлен в Белфаст. С учётом обвинения в незаконном хранении оружия Марли получил ещё 10 лет тюрьмы.
Вместе с Бренданом Макфарлейном и Пэтом Макгьюном Ларри попытался сбежать в очередной раз в 1978 году, переодевшись в униформу тюремной охраны, но всех троих опять поймали, не дав им добраться даже до границ тюрьмы. В течение следующих четырёх лет Марли устраивал одеяльный протест, а в сентябре 1983 года разработал план побега из тюрьмы Мэйз, в котором участвовали Брендан Макфарлейн, Бобби Стори и Джерри Келли. В ходе побега всего сбежало 38 человек, и это бегство стало крупнейшим за историю Великобритании. Марли, который был автором плана, тем самым поставил в неловкое положение всё британское правительство во главе с Маргарет Тэтчер: тюрьма Мэйз считалась одной из самых хорошо защищённых в мире. Но в отличие от своих сотоварищей, Марли решил не бежать с ними, а дождаться самостоятельно своего освобождения.
В ноябре 1985 года Марли был освобождён и вернулся домой в Эрдойн. По причине того, что именно он разработал план побега, Марли стал объектом ненависти в глазах контингента британских вооружённых сил в Северной Ирландии и непосредственно Королевской полиции Ольстера.

### Смерть
2 апреля 1987 года после 21:00 Лоуренс Марли был убит боевиками Ольстерских добровольческих сил. К дому Марли подъехала машина, откуда выбежали двое человек: один был вооружён пистолетом Browning, второй нёс автоматический дробовик. Оба постучали в дверь Марли, и как только он открыл её, то сразу же начали в него стрелять. От полученных ранений Марли скончался через полтора часа в больнице. У 41-летнего Марли осталось шестеро сыновей: самому младшему из них было две недели. Согласно Питеру Тейлору, близким другом Марли был председатель Шинн Фейн Джерри Адамс, с которым Марли познакомился ещё в тюрьме.
Убийство Марли стало местью за гибель в сентябре 1986 года Джона Бингэма, одного из лидеров Ольстерских добровольческих сил. Официально Ольстерские добровольцы заявили следующее:

Лоуренс Марли отбывал длительный срок тюремного заключения по обвинению в сотрудничестве с ИРА, в том числе в шантаже, незаконном хранении оружия и взрывчатки. После своего освобождения он вернулся в организацию и поплатился за своё возвращение жизнью.
Оригинальный текст (англ.)Laurence Marley had served a long prison sentence for IRA activities including blackmail and possession  of arms and explosives. Upon his release, he became  re-involved with the organisation and this re-involvement cost him his life.

Похороны Марли были отложены на три дня, поскольку Королевская полиция Ольстера запретила воинские шествия на могиле и организовала большой кордон вокруг дома Марли в Эрдойне. На севере и западе Белфаста из-за этой задержки начались беспорядки, после которых полиция согласилась провести похороны в соответствии с пожеланиями ирландских республиканцев. На похоронах присутствовали тысячи ирландцев, а охрану осуществляли 35 бронированных автомобилей Land Rover. Марли был похоронен на кладбище Миллтаун. Со слов Джерри Адамса, похороны стали свидетельством крупнейшей поддержки республиканцев с момента голодных протестов 1981 года. О Марли в поминальной речи говорили как о целеустремлённом, неэгоистичном, высокоинтеллектуальном человеке, всегда готовом помочь друзьям и соратникам.

## Память
За смерть Ларри Марли повстанцы ИРА отомстили через месяц, убив лоялиста Уильяма «Френчи» Марчанта на Шенкилл-Роуд у здания Прогрессивной юнионистской партии. Он был расстрелян из проезжавшего мимо автомобиля. Марчант, имевший звание майора Ольстерских добровольческих сил, обвинялся в организации терактов в Дублине в 1974 году. Изначально под суд попал Джерри Спенс, член Ольстерских добровольцев, но был оправдан в апреле 1988 года.
На Эрдойн-авеню была установлена мемориальная доска с именем Ларри Марли.